# Куккунис
Куккунис (XIV в. до н. э) — царь Вилусы, которую отождествляют с Илионом, предшественник Алаксандуса. Современник Суппилулиумы I.
Древнейший из известных на сегодня владык Вилусы (Илиона). Сведения о его деятельности ограничены: упоминается лишь в соглашении между царями Алаксандусом Вилусским и Муваталли II Хеттского. В нём указано, что Куккуннис был предком Алаксандуса по женской линии.
Из договора известно, что Куккуннис был верным вассалом Хеттского государства, помогая последнему в войне против царства Арцава. Возможно, царь Вилусы Пияма-Раду был его зятем.
Отождествление его с Кикном впервые встречается в статье П. Кречмера 1930 года и широко распространено в современной науке.